# Casa Machiavelli

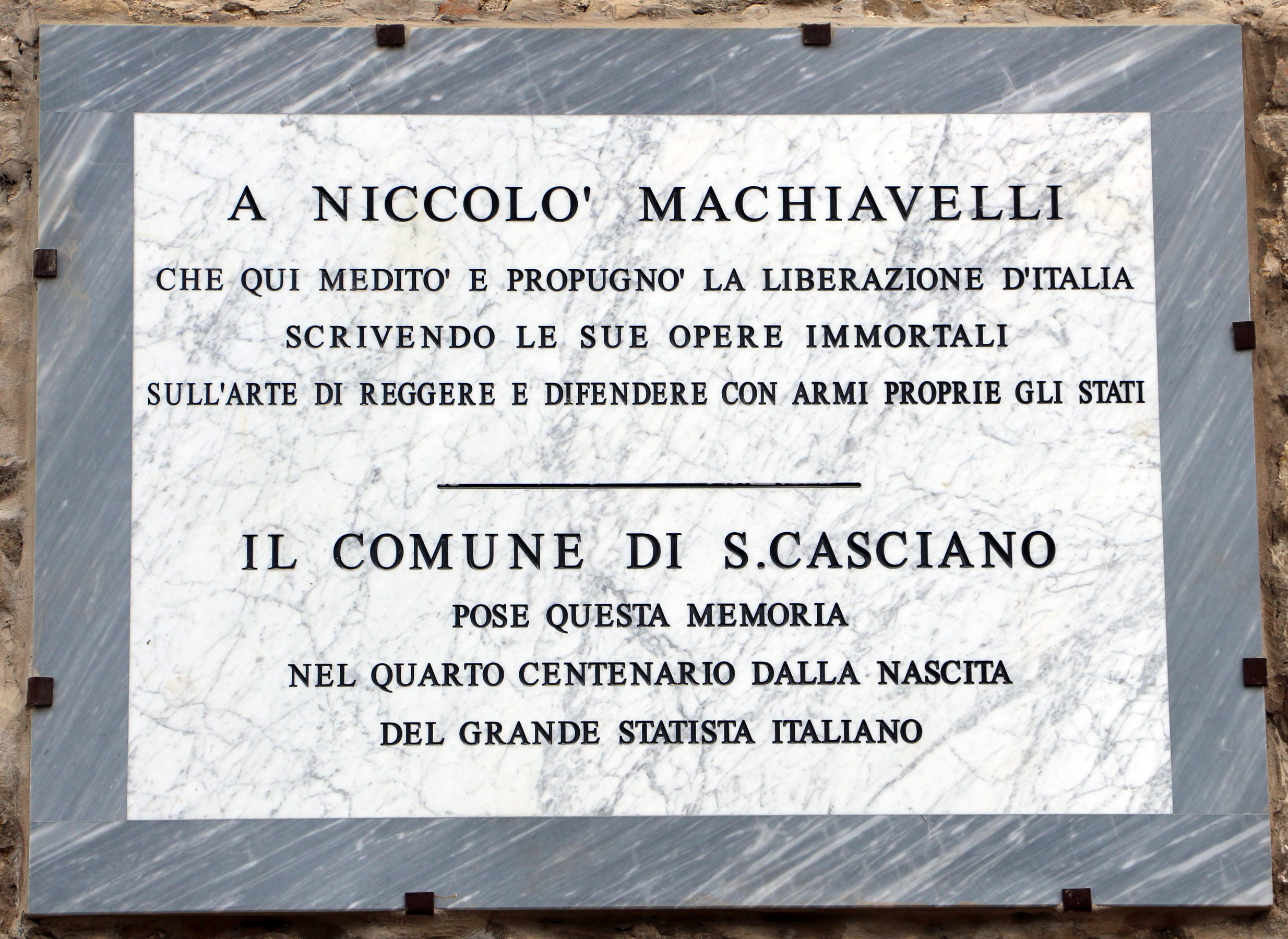
La lapide

Casa Machiavelli o, come è universalmente conosciuta, l'Albergaccio fu la dimora di Niccolò Machiavelli durante l'esilio ed è situata in località Sant'Andrea in Percussina, nel comune di San Casciano in Val di Pesa.

## L'Albergaccio
Niccolò Machiavelli (1469 - 1527) segretario della Repubblica fiorentina negli anni che vanno dal 1498 al 1512, è una delle figure più grandi ed interessanti del Rinascimento. Scrittore vario e colto, riservò i suoi interessi soprattutto alla politica, che, primo fra tutti, considerò una scienza a sé stante.
La Casa di S. Andrea in Percussina apparteneva insieme a diversi poderi alla famiglia dello Scrittore.
Qui egli si rifugiò dopo essere stato esiliato da Firenze nel 1512, quando in città ritornarono i Medici. La fattoria, con l'annessa osteria dell'Albergaccio, è descritta in una delle sue più famose lettere, quella indirizzata all'amico Francesco Vettori e datata 10 dicembre 1513. Nella lettera viene descritta la sua giornata fra le occupazioni che gli derivano dalla conduzione delle sue proprietà e le serate trascorse all'osteria a giocare a tric-trac con l'oste ed un macellaio del luogo. Ma la notte egli si ritira nella sua biblioteca e trascorre le ore leggendo i classici, che gli hanno ispirato un libretto, scritto di getto in pochi mesi, ed intitolato De Principatibus: il Principe, l'opera alla quale deve la sua fama.
Dopo la sua morte la casa passò agli eredi e sempre in linea ereditaria venne alla nobile famiglia fiorentina dei Serristori. Da pochi anni appartiene al Gruppo Italiano Vini che qui ha alcuni dei suoi vigneti e che l'ha restaurata in modo accurato. Si possono visitare gli ambienti della villa, le cantine e, attraverso un passaggio sotterraneo, entrare nell'osteria descritta dallo stesso Machiavelli.